# Donja Dragotinja
Donja Dragotinja (szerbül:  Доња Драготиња), falu Bosznia-Hercegovinában, Bosanska krajina területén, Prijedor községben, a Szerb Köztársaságban. 

## Fekvése
Bosznia-Hercegovina északnyugati részén, Banja Lukától légvonalban 54, közúton 67 km-re északnyugatra, községközpontjától légvonalban 9, közúton 14 km-re északnyugatra, a Szana jobb partján fekvő dombvidékén, 130 – 200 méteres tengerszint feletti magasságban fekszik. Több, szétszórt, kis településből áll. Áthalad rajta a Prijedort Novi Graddal összekötő főútvonal és vasútvonal. A legtöbb ház a Szana-völgyben és mintegy 2 km hosszúságban az út mentén épült. Ez a rész körülbelül 130 m magasságban található. Fölötte a hegy lejtőin több falucska húzódik az utak mentén, melyek elérik a 200 m magasságot. Az egyikben ortodox templom található.

## Népessége
| Nemzetiségi csoport | Népesség 1991 | Népesség 2013 |
| ------------------- | ------------- | ------------- |
| Szerb               | 521           | 506           |
| Bosnyák             | 0             | 0             |
| Horvát              | 3             | 1             |
| Jugoszláv           | 7             | 0             |
| Egyéb               | 8             | 3             |
| Összesen            | 539           | 510           |

## Története
Dragotinja település már a középkorban is létezett. Andrija Zirdum kutatásai szerint 1334-ben már plébánia székhelye volt és már állt a Szűz Mária tiszteletére szentelt plébániatemploma.
A település 1878-ig tartozott az Oszmán Birodalomhoz, ekkor a berlini kongresszus határozata alapján az Osztrák-Magyar Monarchia része lett. 1910-ben Dragotinja községben 172 háztartást 1276 ortodox szerb, 12 muszlim és 3 katolikus lakost találtak. A monarchia szétesésével 1918-ban előbb a Szerb-Horvát-Szlovén Királyság, majd 1929-től a Jugoszláv Királyság része. 1921-ben Dragotinja községnek 183 háztartása és 1315 lakosa volt. Jugoszlávia megszállása után a falu a Független Horvát Állam (NDH) része lett. 
1945-től a település a szocialista Jugoszlávia része volt. 1963-ig Ljubija község része volt. A boszniai háború idején a település a Boszniai Szerb Köztársasághoz tartozott. 
A daytoni békeszerződést követő területfelosztásnál a település Prijedor község részeként a Szerb Köztársaság területéhez került. 

## Kultúra
A „Milan Egić” Kulturális és Művészeti Egyesület, Donja Dragotinja-i Brezičani-regionális csoportja szervezésében hagyományteremtő szándékkal 2016. július 11-én rendezték meg itt az Első „Őrizzük hagyományunkat” Folklórfesztivált.

## Nevezetességei
A falu ortodox temploma a Saničani településrészen a temetőben áll. Egyhajós, keletelt épület, a nyugati homlokzat feletti harangtoronnyal.